# 伊藤清人
伊藤 清人（いとう きよと、9月20日 - ）は、日本の声優。山形県出身。ラディウス所属。以前はEARLY WINGに所属していた。

## 出演

### テレビアニメ
- まめくんを食べてください!（2021年、建国先生）

### Webアニメ
- アニメCM『救援合体ベンキング』（ベンキング、まご）

### 吹き替え

#### アニメ
- ポンポン ポロロ（魔王）
- ちびっこバス タヨ（ロギ、フランク、マックス）
- チビ列車ティティポ（マニー、クレイニー）
- マジックバス タヨ（ロギ、先代の校長）
- 劇場版 ちびっこバス タヨ MISSION:ACE エース救出作戦 (ロギ)
- 劇場版 ちびっこバス タヨ MISSION:ACE2 タヨのおもちゃアドベンチャー(父親)

### ゲーム
- ドラゴンエア：サイレントゴッズ（ウェルビー、ゼートス）
- スターフェイト：シャドウウォー（ヘレン）

### ドラマCD
- 現世奇譚（源一、霊獣レンタ）

### ナレーション
- 株式会社澤光青果（広報ナレーション、店内ガイダンス）
- 太田市場（広報ナレーション）